# Amertaler Höhe
Amertaler Höhe är en bergstopp i Österrike.   Den ligger i förbundslandet Tyrolen, i den centrala delen av landet, 300 km väster om huvudstaden Wien. Toppen på Amertaler Höhe är 2 841 meter över havet. Amertaler Höhe ligger vid sjön Amertaler See.
Terrängen runt Amertaler Höhe är huvudsakligen bergig, men den allra närmaste omgivningen är kuperad. Trakten är glest befolkad. Närmaste större samhälle är Matrei in Osttirol, 14,9 km söder om Amertaler Höhe. 